# العلاقات الباهاماسية البنمية
العلاقات الباهاماسية البنمية هي العلاقات الثنائية التي تجمع بين باهاماس وبنما.

## مقارنة بين البلدين
هذه مقارنة عامة ومرجعية للدولتين:
| وجه المقارنة                                              | باهاماس      | بنما                      |
| --------------------------------------------------------- | ------------ | ------------------------- |
| المساحة (كم2)                                             | 13.88 ألف    | 74.18 ألف                 |
| عدد السكان (نسمة)                                         | 395.36 ألف   | 4.10 مليون                |
| الكثافة السكانية (ن./كم²)                                 | 28.48        | 55.27                     |
| العاصمة                                                   | ناساو        | بنما                      |
| اللغة الرسمية                                             | لغة إنجليزية | اللغة الإسبانية           |
| العملة                                                    | دولار بهامي  | بالبوا بنمي، دولار أمريكي |
| الناتج المحلي الإجمالي (بليون دولار)                      | 12.16 مليار  | 61.84 مليار               |
| الناتج المحلي الإجمالي (تعادل القوة الشرائية) بليون دولار | 8.92 مليار   | 87.37 مليار               |
| الناتج المحلي الإجمالي الاسمي للفرد دولار أمريكي          | 22.82 ألف    | 13.27 ألف                 |
| الناتج المحلي الإجمالي للفرد دولار أمريكي                 |              | 20.89 ألف                 |
| مؤشر التنمية البشرية                                      | 0.790        | 0.780                     |
| رمز المكالمات الدولي                                      | +1242        | +507                      |
| رمز الإنترنت                                              | .bs          | .pa                       |
| المنطقة الزمنية                                           | 00           | 00                        |

## منظمات دولية مشتركة
يشترك البلدان في عضوية مجموعة من المنظمات الدولية، منها:
| علم المنظمة | اسم المنظمة                                                          | تاريخ انضمام باهاماس | تاريخ انضمام بنما |
| ----------- | -------------------------------------------------------------------- | -------------------- | ----------------- |
|             | يونسكو                                                               | 23 أبريل 1981        | 10 يناير 1950     |
|             | الفريق المعني برصد الأرض                                             | ?                    | ?                 |
|             | مؤسسة التمويل الدولية                                                | 8 ديسمبر 1986        | 20 يوليو 1956     |
|             | المركز الدولي لتسوية المنازعات الاستشارية                            | 18 نوفمبر 1995       | 8 مايو 1996       |
|             | منظمة حظر الأسلحة الكيميائية                                         | ?                    | ?                 |
|             | مؤسسة التنمية الدولية                                                | 23 يونيو 2008        | 1 سبتمبر 1961     |
|             | وكالة حظر الأسلحة النووية في أمريكا اللاتينية ومنطقة البحر الكاريبي ‏ | ?                    | ?                 |
|             | وكالة ضمان الاستثمار متعدد الأطراف                                   | 4 أكتوبر 1994        | 21 فبراير 1997    |
|             | الاتحاد البريدي العالمي                                              | ?                    | ?                 |
|             | منظمة الشرطة الجنائية الدولية                                        | ?                    | ?                 |
|             | الأمم المتحدة                                                        | 18 سبتمبر 1973       | 13 نوفمبر 1945    |
|             | الاتحاد الدولي للاتصالات                                             | 19 أغسطس 1974        | 14 يوليو 1914     |
|             | البنك الدولي للإنشاء والتعمير                                        | 21 أغسطس 1973        | 14 مارس 1946      |

## وصلات خارجية
- موقع وزارة الخارجية البنمية